# Germanium-75
Germanium-75 of 75Ge is een onstabiele radioactieve isotoop van germanium, een metalloïde. De isotoop komt van nature niet op Aarde voor.
Germanium-75 ontstaat onder meer bij het radioactief verval van gallium-75.

## Radioactief verval
Germanium-75 vervalt door β−-verval tot de stabiele isotoop arseen-75:
{\displaystyle {\ce {{^{75}_{32}Ge}->{^{75}_{33}As}+{e^{-}}+{\bar {\nu }}_{e}}}}
De halveringstijd bedraagt ongeveer 1,4 uur.
58Ge · 59Ge · 60Ge · 61Ge · 62Ge · 63Ge · 64Ge · 65Ge · 66Ge · 67Ge · 67m1Ge · 67m2Ge · 68Ge · 69Ge · 69m1Ge · 69m2Ge · 70Ge · 71Ge · 71mGe · 72Ge · 72mGe · 73Ge · 73m1Ge · 73m2Ge · 74Ge · 75Ge · 75m1Ge · 75m2Ge · 76Ge · 77Ge · 77mGe · 78Ge · 79Ge · 79mGe · 80Ge · 81Ge · 81mGe · 82Ge · 83Ge · 84Ge · 85Ge · 86Ge · 87Ge · 88Ge · 89Ge · 90Ge